# ألم

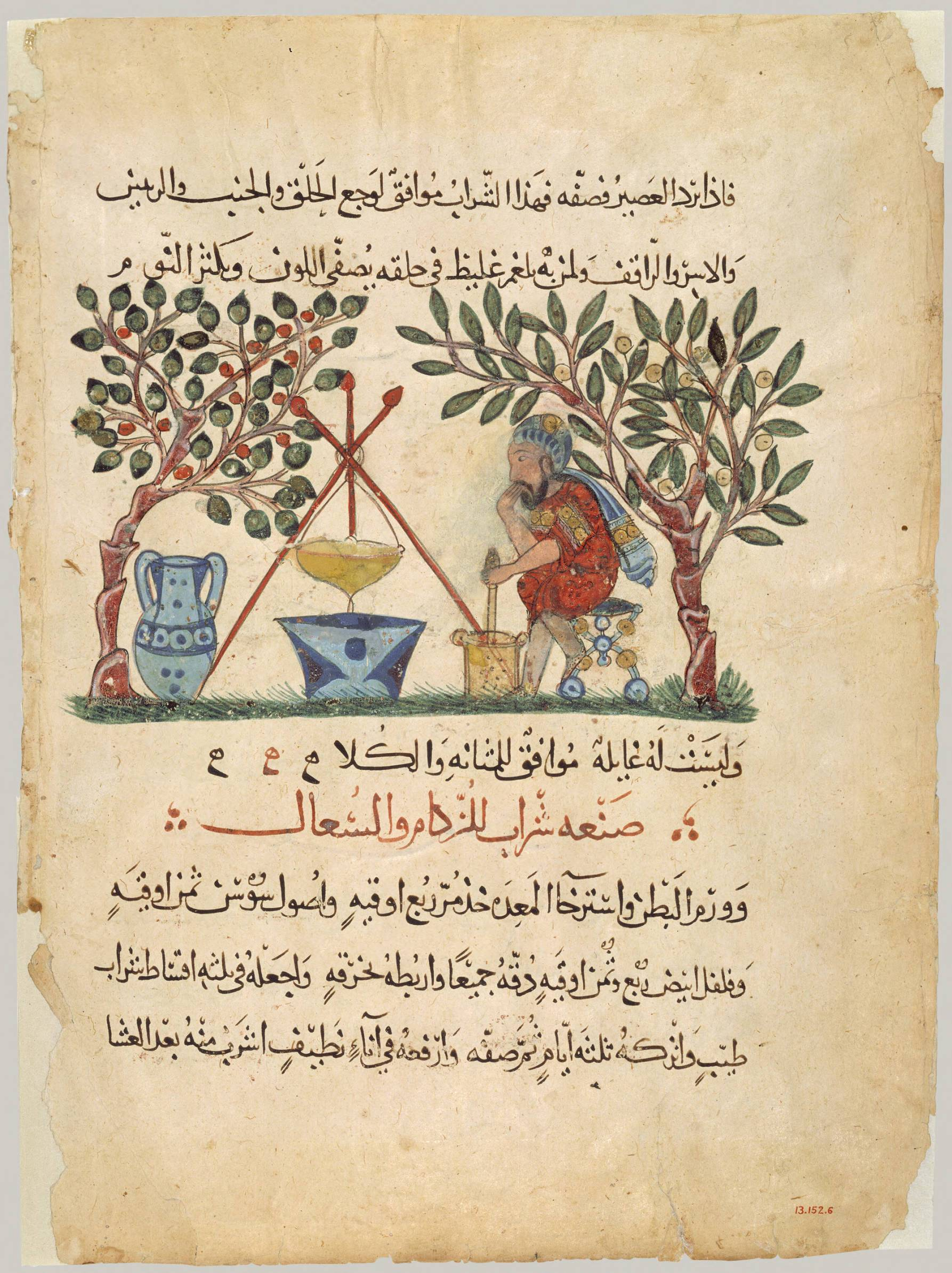
مخطوط يصف شرابا لمعالجة الوجع

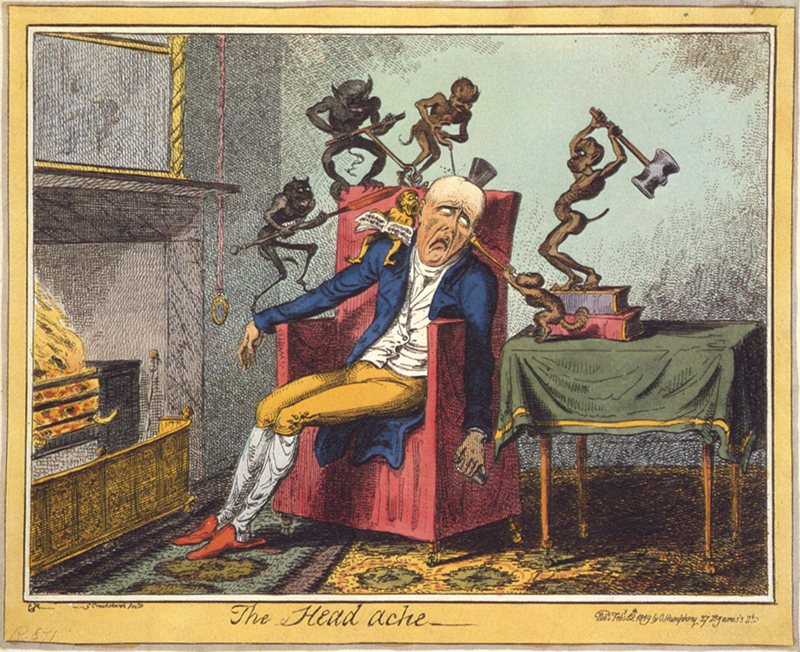
لوحة الصداع لجورج كروكشانك

الألم هو «تجربة حسية وعاطفية بغيضة متعلقة بضرر نسيجي فعلي أو كامن، أو موصوفة بمصطلحات تمثل ضرر كهذا».
الألم عادةً هو إحساس أو شعور سلبي بعدم السعادة والمعاناة. والألم بحسب العوامل التي تسببه قد يكون معنوي نتيجةً لإحساس أو شعور مثل الحزن والقلق والتوتر، أو قد يكون مادي مثل الصداع أو المغص. كما أن الإحساس بالألم يختلف من شخصٍ لآخر حسب العوامل والأسباب.
وقد يكون الألم حاد يبدأ بشكل مفاجئ و يكون بمثابة انذار للجسم من مرض أو تهديد معين وقد يكون ألم مزمن يستمر لفترات طويلة ويؤثر على الصحة الجسدية والنفسية والعاطفية.
وظيفة الألم هي التنبيه بوجود مرض معين أو خلل في الجسم، ولكن قد يكون الألم في حد ذاته مرضا عندما يستمر بعد الشفاء من المرض، ويوجد عدة طرق للحد من تأثير الألم منها استخدام التخدير أو مسكنات الألم
وفي دراسة نشرت في صحيفة «جورنال سايكولوجيكال ساينس» توصل باحثون نفسيون إلى أن الذكريات المؤلمة المرتبطة بالتجارب العاطفية أكثر إيلاما من تلك المتعلقة بالألم البدني

## التصنيف
في عام 1994، تنامت الحاجة إلى نظام أكثر دقة لوصف الألم المزمن، صنفت الجمعية الدولية لدراسة الألم (IASP) وفقا لخصائص محددة: (1) منطقة من مناطق الجسم المعنية (على سبيل المثال البطن، الأطراف السفلية)، (2)الجهاز الذي تسبب في الألم (على سبيل المثال، العصبي، الجهاز الهضمي)، (3) المدة ونمط حدوثها، (4) الشدة منذ البداية والوقت، و (5)مسببات الاختلال الوظيفي
وقد انتقد هذا النظام من قبل كليفورد وولف J. وغيرها لعجزه عن توجيه البحوث والعلاج
. وفقا لوولف، وهناك ثلاث فئات من الألم: الألم مسبب، ألم الالتهاب الذي يرتبط بتلف الأنسجة وخراب الخلايا المناعية، والآلام المرضية التي هي حالة ناجمة عن الأمراض والأضرار التي لحقت بالجهاز العصبي (أعصاب الألم، أو عن طريق وظيفتها غير الطبيعية (ألم مختلة، مثلا في فيبروميالغيا، ومتلازمة القولون العصبي، التوتر والصداع، الخ).

### المدة
مدة الألم عادة ما تكون عابرة، دائمة فقط إلى حين إزالة الحوافز الضارة أو الأضرار الكامنة أو عندما تلتئم من الأمراض، ولكن هنالك بعض الحالات المؤلمة.

## أنواع الألم
- ألم متواصل وعميق مثل وجع الظهر
- ألم قطعي مثل قطع السكين
- ألم حاد وشديد مثل المغص الكلوي
- ألم ملتهم مثل حرقان المعدة[9]

### مسبب للألم
تتنوع مسببات الآلام بين نفسي (روحي) وجسدي (فيزيائي)، فقد ينتج الألم بسبب اختراق الأنسجة الجسمية، كالتعرض إلى إصابة (الطعن بآلة حادة مثلًا)، أو نتيجة تلف الخلايا كالتعرض إلى الحروق والالتهابات، أمّا إذا كان الألمُ نفسيًا، فعادة يكون السبب متعلّقًا بمسبّبات نفسية كالحزن والاكتئاب إلخ، وقد ينتج الألم النفسي عن أذىً جسدي أيضًا.

## علاج الألم المزمن[4]
العلاج بالأدوية
الإجراءات الطبية
نمط الحياة

## وصلات خارجية
- ألم على مشروع الدليل المفتوح
- Pain Stanford Encyclopedia of Philosophy